# Сантібаньєс-де-Валькорба
Сантібаньєс-де-Валькорба (ісп. Santibáñez de Valcorba) — муніципалітет в Іспанії, у складі автономної спільноти Кастилія-і-Леон, у провінції Вальядолід. Населення — 175 осіб (2010).
Муніципалітет розташований на відстані близько 140 км на північний захід від Мадрида, 25 км на схід від Вальядоліда.

## Демографія
Динаміка населення (INE ):

## Галерея зображень

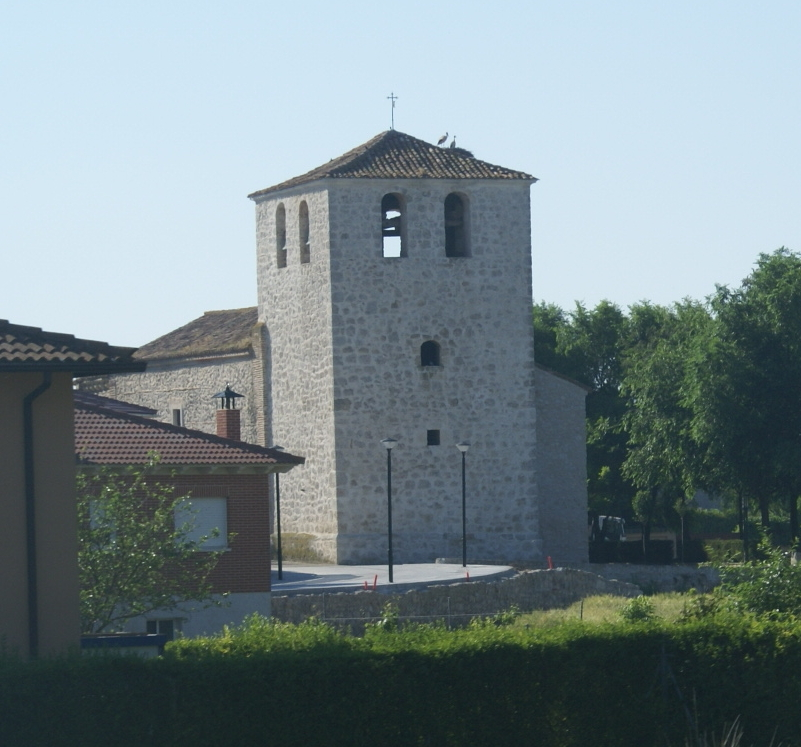
Церква Сан-Хуан-Еванхеліста